# Yūko Ōno
Yūko Ōno (大野 柚布子 Ōno Yūko?, nacida el 2 de noviembre de 1993), es una Seiyū japonesa de Nagoya, Prefectura de Aichi. Está afiliada con la agencia Mausu Promotion. Ella es conocida por sus papeles como Yuzu en Konohana Kitan y Aya Asagiri en Mahou Shoujo Site.

## Biografía
Ōno asistió a la Universidad de Kogakuin. En 2009, se graduó y se afilió a Mausu Promotion y comenzó la formación del actor. Ahora es miembro de pleno derecho de Mausu Promotion.

## Trabajos

### Anime
2017
- Tenshi no 3P! - Jun Gotō[1]
- Konohana Kitan - Yuzu[2]

2018
- Mahou Shoujo Site - Aya Asagiri
- Ongaku Shōjo - Hiyo Yukino
- Ulysses: Jeanne d'Arc to Renkin no Kishi - Jeanne d'Arc[3]

TBA
- Infinite Dendrogram - Nemesis[4]

### Videojuegos
- White Day: A Labyrinth Named School - Hina Kisaragi[5]
- Tenka Hyakken - Jouizumi Masamune[6]
- Tower of Princess[7]
- Alternative Girls - Belulu
- Apex Legends: Loba Andrade
- The Sky Railroad and Shiro's Journey - Noir